# Port St. Joe
Port St. Joe ist eine Stadt und zudem der County Seat des Gulf County im US-Bundesstaat Florida. Das U.S. Census Bureau hat bei der Volkszählung 2020 eine Einwohnerzahl von 3.357 ermittelt.

## Geographie
Port St. Joe liegt an der Saint Joseph Bay, einem Teil des Golfs von Mexiko. Die Stadt liegt rund 140 Kilometer südwestlich von Tallahassee.

## Geschichte
1910 wurde die Verlängerung der Bahnstrecke der Apalachicola Northern Railroad von Apalachicola nach Port St. Joe eröffnet. Damit existierte von nun an eine Verbindung nach Chattahoochee, wo die Strecke auf die von der Louisville and Nashville Railroad betriebenen Strecke aus Richtung Pensacola traf.

## Demographische Daten
Laut der Volkszählung 2010 verteilten sich die damaligen 3445 Einwohner auf 1868 Haushalte. Die Bevölkerungsdichte lag bei 400,6 Einw./km². 71,5 % der Bevölkerung bezeichneten sich als Weiße, 25,8 % als Afroamerikaner, 0,4 % als Indianer und 0,3 % als Asian Americans. 0,2 % gaben die Angehörigkeit zu einer anderen Ethnie und 1,8 % zu mehreren Ethnien an. 2,6 % der Bevölkerung bestand aus Hispanics oder Latinos.
Im Jahr 2010 lebten in 28,5 % aller Haushalte Kinder unter 18 Jahren sowie 37,1 % aller Haushalte Personen mit mindestens 65 Jahren. 65,8 % der Haushalte waren Familienhaushalte (bestehend aus verheirateten Paaren mit oder ohne Nachkommen bzw. einem Elternteil mit Nachkommen). Die durchschnittliche Größe eines Haushalts lag bei 2,34 Personen und die durchschnittliche Familiengröße bei 2,89 Personen.
22,5 % der Bevölkerung waren jünger als 20 Jahre, 18,9 % waren 20 bis 39 Jahre alt, 28,7 % waren 40 bis 59 Jahre alt und 29,9 % waren mindestens 60 Jahre alt. Das mittlere Alter betrug 47 Jahre. 48,1 % der Bevölkerung waren männlich und 51,9 % weiblich.
Das durchschnittliche Jahreseinkommen lag bei 40.716 $, dabei lebten 13,9 % der Bevölkerung unter der Armutsgrenze.
Im Jahr 2000 war Englisch die Muttersprache von 99,0 % der Bevölkerung und spanisch sprachen 1,0 %.

## Sehenswürdigkeiten
Folgende Objekte sind im National Register of Historic Places gelistet:
- Cape San Blas Lighthouse at Port St. Joe
- Centennial Building
- Port Theatre
- St. Joseph Catholic Mission Church

## Verkehr
Port St. Joe wird vom U.S. Highway 98 (SR 30) und der Florida State Road 71 durchquert. Der Schienengüterverkehr nach Port St. Joe wird von AN Railway betrieben.
Der nächste Flughafen ist der etwa 140 Kilometer nordöstlich gelegene Tallahassee International Airport.

## Kriminalität
Die Kriminalitätsrate lag im Jahr 2010 mit 139 Punkten (US-Durchschnitt: 266 Punkte) im niedrigen Bereich. Es gab vier Raubüberfälle, elf Körperverletzungen, neun Einbrüche, 13 Diebstähle und einen Autodiebstahl.